# Best (компилация на „Скорпиънс“)
Best е една от най-успешните компилации на германската рок група „Скорпиънс“, издадена от „И Ем Ай Рекърдс“ на 17 септември 1999 година в Европа. Тя съдържа 17 песни, по-голямата част от които принадлежат към студийни албуми, записани основно между 1979 и 1990 г., в допълнение са включени 2 песни, едната от които записана на живо и сингълът Love Is Blind, който е изцяло написан и композиран от бившия барабанист на групата Херман Раребел. Best е една от малкото компилации на групата, която съдържа материал от дебютния им албум Lonesome Crow от 1972 г.
Издадена предимно в Европа, Best постига добри позиции в музикалните класации. През седмицата на 23 октомври 1999 г. тя достига №1 в Португалия, а следващата седмица дебютира под №5 в местната класация на Гърция. През 2001 г. Международната федерация на фонографската индустрия в Гърция го сертифицира като „златен“, което представлява 15 000 продадени копия. По същия начин изданието успява да влезе в десетте най-продавани албума в списъците на Дания, Франция и Норвегия.
През 2005 г. Националеният синдикат на фонографските издателства му присъжда двойна „златна“ плоча след като надхвърля 200 000 продадени копия във Франция. Във Финландия Best се класира под №12 и през 2001 г. е сертифицира като „златен“ в тази страна. Организацията, която отчита продажбите във Финландия изчислява, че до средата на 00-те години на 20-и век, компилацията е продадена в 31 070 бройки. В допълнение към други сертификати, присъдени в други европейски страни, през 2008 г. Международната федерация на фонографската индустрия нагрждава групата с наградата „Платинена европейска награда“, след като продава повече от милион копия във всички клонове на този континент.

## Списък с песните
1. Loving You Sunday Morning – 5:39 (от албума Lovedrive)
2. Rock You Like a Hurricane – 4:14 (от албума Love at First Sting)
3. Wind of Change – 5:12 (от албума Crazy World)
4. Is There Anybody There? – 4:19 (от албума Lovedrive)
5. Holiday – 6:24 (от албума Lovedrive)
6. Rhythm of Love – 3:50 (от албума Savage Amusement)
7. Passion Rules the Game – 3:59 (от албума Savage Amusement)
8. Still Loving You – 6:28 (от албума Love at First Sting)
9. No One Like You – 3:56 (от албума Blackout)
10. Another Piece of Meat (Live) – 3:47 (от албума World Wide Live)
11. In Trance (Live) – 5:27 (от албума Live Bites)
12. I'm Going Mad – 4:53 (от албума Lonesome Crow)
13. He´s A Woman – She´s A Man – 3:15 (от албума Taken by Force)
14. Love Is Blind – 3:53 (от компилацията Deadly Sting: The Mercury Years)
15. Always Somewhere – 4:57 (от албума Lovedrive)
16. Make it Real – 3:53 (от албума Animal Magnetism)
17. Send Me an Angel – 4:33 (от албума Crazy World)

## Музиканти
- Клаус Майне – вокали
- Рудолф Шенкер – китари
- Ули Джон Рот – китари
- Франсис Буххолц – бас китара
- Херман Раребел – барабани
- Михаел Шенкер – тежки китари
- Юрген Розентал – барабани
- Руди Ленърс – барабани
- Матиас Ябс – китари

## Позиции в класациите
| Класация                                     | Най-висока позиция | Източник |         |
| 1999 г.                                      | 1999 г.            | 1999 г.  | 1999 г. |
| -------------------------------------------- | ------------------ | -------- | ------- |
| Великобритания („Рок енд Метъл Албумс Чарт“) | 31                 | [ 13 ]   |         |
| Гърция                                       | 5                  | [ 4 ]    |         |
| Дания                                        | 7                  | [ 6 ]    |         |
| Португалия                                   | 1                  | [ 3 ]    |         |
| Франция                                      | 8                  | [ 7 ]    |         |
| 2000 г.                                      |                    |          |         |
| Европа („Европейски Топ 100 Албуми“)         | 59                 | [ 14 ]   |         |
| Норвегия                                     | 10                 | [ 8 ]    |         |
| Финландия                                    | 12                 | [ 10 ]   |         |
| Швеция                                       | 19                 | [ 15 ]   |         |
| 2005 г.                                      |                    |          |         |
| Испания                                      | 51                 | [ 16 ]   |         |
| 2006 г.                                      |                    |          |         |
| Испания                                      | 77                 | [ 16 ]   |         |
| 2009 г.                                      |                    |          |         |
| Норвегия                                     | 34                 | [ 8 ]    |         |

## Сертификати
| Територия            | Сертифициращ орган                                         | Сертификат | Сертифицирани продажби | Източник |
| -------------------- | ---------------------------------------------------------- | ---------- | ---------------------- | -------- |
| Белгия               | Международна федерация на фонографската индустрия - Белгия | Златен     | 25 000                 | [ 17 ]   |
| Германия             | Федерална асоциация на музикалната индустрия               | Платинен   | 500 000                | [ 18 ]   |
| Гърция               | Международна федерация на фонографската индустрия - Гърция | Златен     | 15 000                 | [ 5 ]    |
| Испания              | Испански музикални продуценти                              | Платинен   | 100 000                | [ 19 ]   |
| Финландия            | Музикални продуценти                                       | Златен     | 25 000                 | [ 11 ]   |
| Франция              | Национален синдикат на фонографските издателства           | 2х Златен  | 200 000                | [ 9 ]    |
| Глобални сертификати |                                                            |            |                        |          |
| Европа               | Световни награди                                           | Платинен   | 1 000 000              | [ 12 ]   |